# Bergeijk (gemeente)

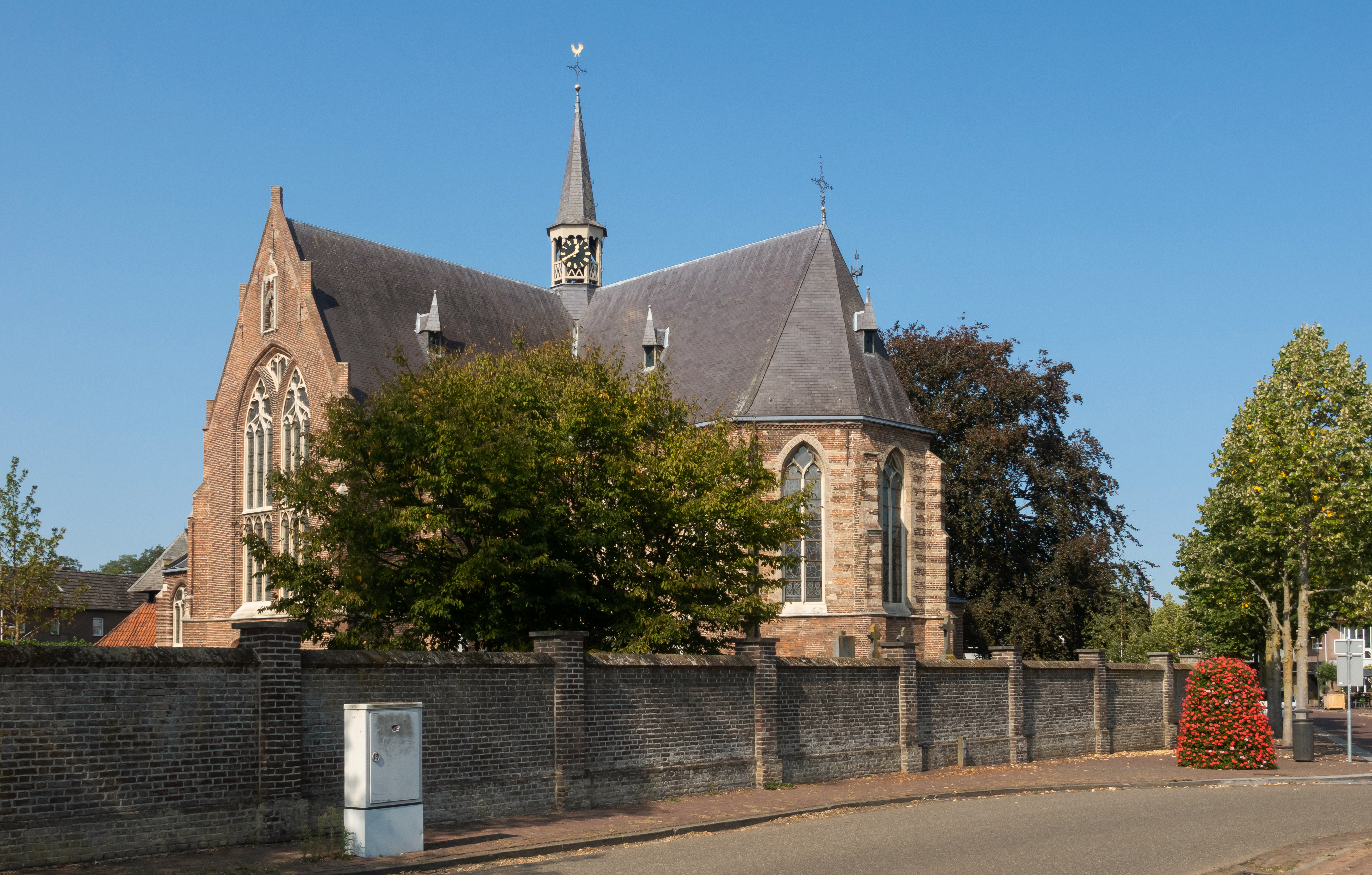
Sint-Petrus' Bandenkerk of de Hofkerk

Bergeijk (Brabants: Bérgààjk) (uitspraakⓘ) (tot 25 september 1998 officieel Bergeyk) is een plaats en gemeente in de Nederlandse provincie Noord-Brabant. De Kempense gemeente telt 19.196 inwoners. De gemeente Bergeijk maakt deel uit van de Metropoolregio Eindhoven en maakt van oorsprong onderdeel uit van de Zeven Heerlijkheden, waarna het in 1997 door de herindeling met de gemeenten Bergeyk, Luyksgestel, Riethoven en Westerhoven tot de huidige is gesmeden. De gemeente Bergeijk heeft relatief veel bos- en natuurgebied en is in 2013 verkozen tot  "een van de groenste dorpen van Europa".
In 1923 werd Bergeijk de hoofdvestigingsplaats van de coöperatieve Weverij de Ploeg, die bekend werd door haar moderne collectie woningtextiel. Het fabrieksgebouw uit 1957 is een ontwerp van Gerrit Rietveld. Bergeijk kent naast dit fabrieksgebouw nog enkele andere bouwwerken van Gerrit Rietveld zoals een bushalte en een klok (beide nabij de voormalige weverij).

## Dorpskernen
Kern met aantal inwoners per 26 oktober 2018:
- Bergeijk-dorp (inclusief Hof-bij-Bergeijk): 8.530 inwoners.
- Weebosch: 520 inwoners
- Luyksgestel: 2.395 inwoners
- Riethoven: 1.790 inwoners
- Westerhoven: 1.920 inwoners
- Loo: 1.025 inwoners
- Walik: 410 inwoners
- Buitengebied: 2.235 inwoners

In totaal, voor de gehele gemeente: 18.398 inwoners.

## Gemeenteraad
De huidige gemeenteraad van Bergeijk werd verkozen bij de gemeenteraadsverkiezingen van 16 maart 2022.
| Gemeenteraadszetels    | Gemeenteraadszetels | Gemeenteraadszetels | Gemeenteraadszetels | Gemeenteraadszetels | Gemeenteraadszetels | Gemeenteraadszetels | Gemeenteraadszetels |
| Partij                 | 1998                | 2002                | 2006                | 2010                | 2014                | 2018                | 2022                |
| ---------------------- | ------------------- | ------------------- | ------------------- | ------------------- | ------------------- | ------------------- | ------------------- |
| CDA                    | 6                   | 6                   | 8                   | 8                   | 9                   | 7                   | 7                   |
| Lokale Partij Bergeijk | 4                   | 7                   | 4                   | 4                   | 4                   | 4                   | 5                   |
| GroenLinks-PvdA        | -                   | -                   | -                   | -                   | -                   | 4                   | 3                   |
| VVD                    | 2                   | 2                   | 2                   | 2                   | 2                   | 2                   | 2                   |
| PvdA                   | 1                   | 2                   | 3                   | 3                   | 2                   | -                   | -                   |
| Overige                | 4                   | -                   | -                   | -                   | -                   | -                   | -                   |
| Totaal                 | 17                  | 17                  | 17                  | 17                  | 17                  | 17                  | 17                  |
| Opkomst                |                     |                     |                     | 55,59%              | 56,69%              | 60,11%              | 57,36%              |

## College van burgemeester en wethouders
Het college van burgemeester en wethouders voor de periode 2022-2026 wordt gevormd door een coalitie van CDA en VVD. De coalitie heeft 9 van de 17 zetels. Naast burgemeester Arinda Callewaert (CDA) bestaat het college uit 3 wethouders:
- Mathijs Kuijken (CDA)
- Stef Luijten (CDA)
- Marko van Dalen (VVD)

Per 17 februari 2025 zal Wilma Delissen - van Tongerlo waarnemend burgemeester worden

## Topografie

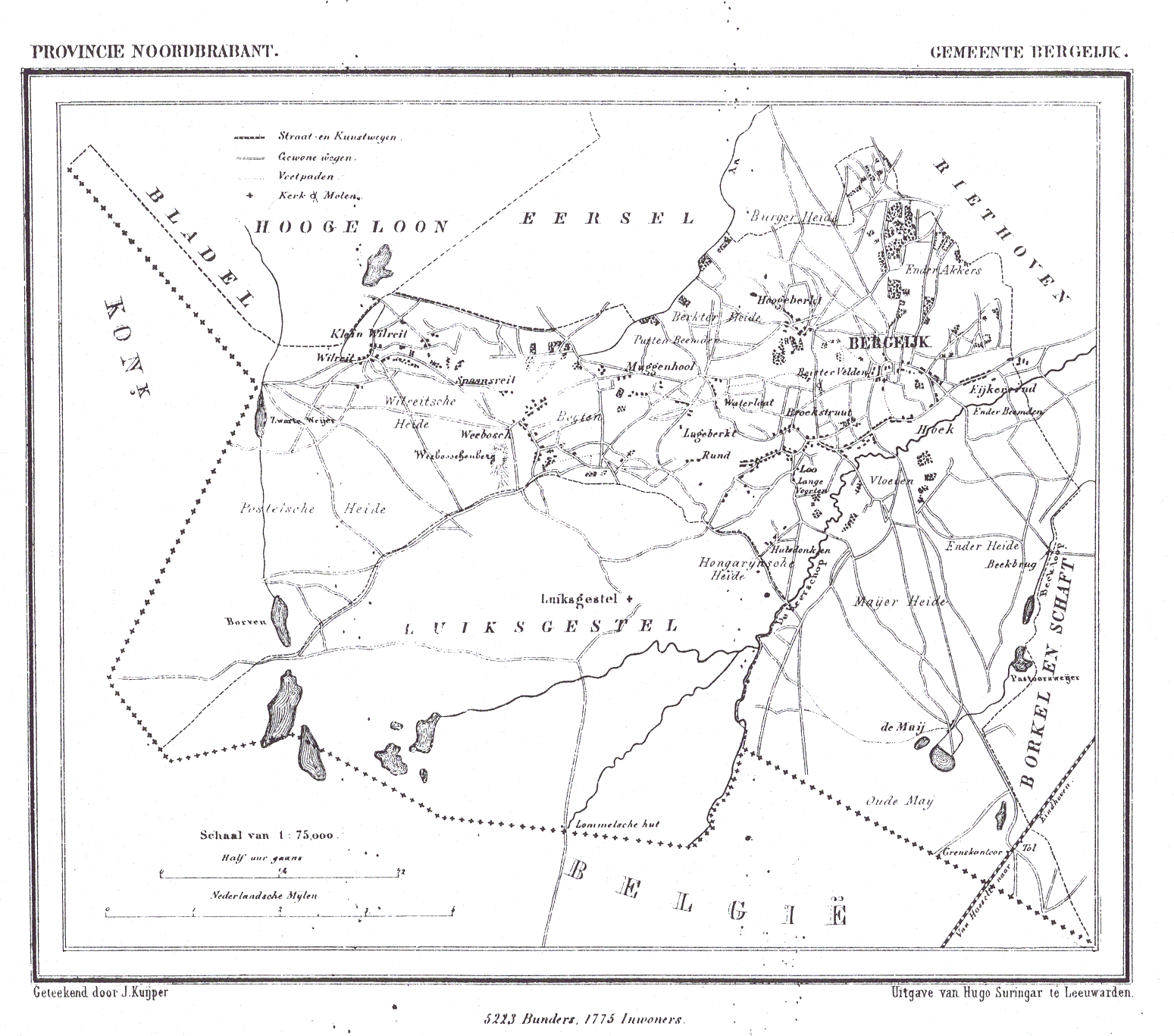
Bergeijk in 1866

Topografische kaart van gemeente Bergeijk. Klik op de kaart voor een vergroting.

## Aangrenzende gemeenten
| Aangrenzende gemeenten | Aangrenzende gemeenten | Aangrenzende gemeenten | Aangrenzende gemeenten | Aangrenzende gemeenten |
| ---------------------- | ---------------------- | ---------------------- | ---------------------- | ---------------------- |
| Bladel                 |                        | Veldhoven Eersel       |                        | Waalre                 |
|                        |                        |                        |                        |                        |
| Mol (B)                | Valkenswaard           |                        |                        |                        |
|                        |                        |                        |                        |                        |
|                        |                        | Lommel (B)             |                        |                        |

## Monumenten
In de gemeente zijn er een aantal rijksmonumenten en een oorlogsmonument, zie:
- Lijst van rijksmonumenten in Bergeijk (gemeente)
- Lijst van gemeentelijke monumenten in Bergeijk
- Lijst van oorlogsmonumenten in Bergeijk

## Kunst in de openbare ruimte
In de gemeente Bergeijk zijn diverse beelden, sculpturen en objecten geplaatst in de openbare ruimte, zie:
- Lijst van beelden in Bergeijk

Hoofdplaats: Bergeijk      Dorpen: Loo · Luyksgestel · Riethoven · Weebosch · Westerhoven

Buurtschappen: Boshoven · Boscheind · Braambosch · Broekhoven · De Aa · De Rund · Eind · Heiereind · Hooge Berkt · Lage Berkt · Loveren · Muggenhool · Rijt · Sengelsbroek · Spaanrijt · Voort · Walik · Witrijt

Noord-Brabant: Steden en dorpen      Nederland: Provincies · Gemeenten
Alphen-Chaam · Altena · Asten · Baarle-Nassau · Bergeijk · Bergen op Zoom · Bernheze · Best · Bladel · Boekel · Boxtel · Breda · Cranendonck · Deurne · Dongen · Drimmelen · Eersel · Eindhoven · Etten-Leur · Geertruidenberg · Geldrop-Mierlo · Gemert-Bakel · Gilze en Rijen · Goirle · Halderberge · Heeze-Leende · Helmond · 's-Hertogenbosch · Heusden · Hilvarenbeek · Laarbeek · Land van Cuijk · Loon op Zand · Maashorst · Meierijstad · Moerdijk · Nuenen, Gerwen en Nederwetten · Oirschot · Oisterwijk · Oosterhout · Oss · Reusel-De Mierden · Roosendaal · Rucphen · Sint-Michielsgestel · Someren · Son en Breugel · Steenbergen · Tilburg · Valkenswaard · Veldhoven · Vught · Waalre · Waalwijk · Woensdrecht · Zundert

Steden en dorpen · Voormalige gemeenten · Nederland: Provincies · Gemeenten